# Heliga Kyrillos och Methodios kyrka, Malmö
Heliga Kyrillos och Methodios kyrka, också kallad Serbisk-ortodoxa kyrkan i Malmö, är en serbisk-ortodox kyrkobyggnad belägen i Malmö i Sverige.
Kyrkan är helgad åt missionärerna och helgonen Sankt Kyrillos och Sankt Methodios, som spred kristendomen bland de slaviska folken under 800-talet och skapade det glagolitiska alfabetet.
Kyrkan tillhör Serbisk-ortodoxa stiftet i Skandinavien.

## Bilder

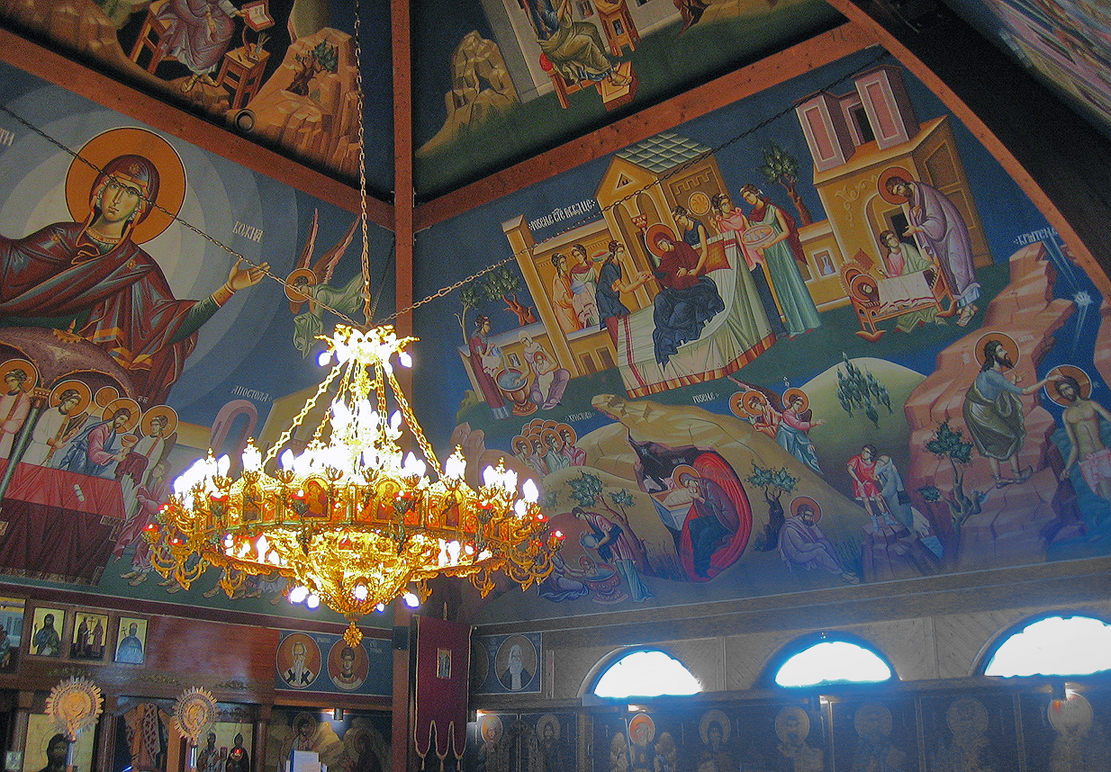
Kyrkans interiör.